# Lanrivain
Lanrivain é uma comuna francesa na região administrativa da Bretanha, no departamento Côtes-d'Armor. Estende-se por uma área de 36,43 km². Em 2010 a comuna tinha 466 habitantes (densidade: 12,8 hab./km²).